# Straßenbahn Riesa
| Straßenbahn Riesa 1914 an der Endstation Albertplatz |                     |                                                        |                                                        |
| Streckenlänge: | 2,10 km             |                                                        |                                                        |
| Spurweite: | 1000 mm (Meterspur) |                                                        |                                                        |
| |                     |                                                        |                                                        |
| \| \| \| Bahnhof \| \| \| \| 1. Depot (Spedition Schneider) \| \| \| \| Moltkestraße (heute überbaut) \| \| \| \| Kaiser-Wilhelm-Platz (heute: Alexander-Puschkin-Platz) \| \| \| \| Carolastraße (heute: John-Schehr-Straße) \| \| \| \| Depot (Niederlagstraße) \| \| \| \| Pausitzer Straße \| \| \| \| Am Durchgang \| \| \| \| Albertplatz (heute: Rathausplatz) \| |                     |                                                        |                                                        |
| U-Bahn-Haltepunkt / Haltestelle Streckenanfang (Strecke außer Betrieb) |                     | Bahnhof                                                | Bahnhof                                                |
| U-Bahn-Betriebs-/Güterbahnhof Streckenanfang und quer (Strecke außer Betrieb) · U-Bahn-Abzweig geradeaus und von rechts (Strecke außer Betrieb) |                     | 1. Depot (Spedition Schneider)                         | 1. Depot (Spedition Schneider)                         |
| U-Bahn-Bahnhof (Strecke außer Betrieb) |                     | Moltkestraße (heute überbaut)                          | Moltkestraße (heute überbaut)                          |
| U-Bahn-Bahnhof (Strecke außer Betrieb) |                     | Kaiser-Wilhelm-Platz (heute: Alexander-Puschkin-Platz) | Kaiser-Wilhelm-Platz (heute: Alexander-Puschkin-Platz) |
| U-Bahn-Haltepunkt / Haltestelle (Strecke außer Betrieb) |                     | Carolastraße (heute: John-Schehr-Straße)               | Carolastraße (heute: John-Schehr-Straße)               |
| U-Bahn-Abzweig geradeaus und von links (Strecke außer Betrieb) · U-Bahn-Kopfbahnhof Streckenende und quer (Strecke außer Betrieb) |                     | Depot (Niederlagstraße)                                | Depot (Niederlagstraße)                                |
| U-Bahn-Haltepunkt / Haltestelle (Strecke außer Betrieb) |                     | Pausitzer Straße                                       | Pausitzer Straße                                       |
| U-Bahn-Haltepunkt / Haltestelle (Strecke außer Betrieb) |                     | Am Durchgang                                           | Am Durchgang                                           |
| U-Bahn-Kopfbahnhof Streckenende (Strecke außer Betrieb) |                     | Albertplatz (heute: Rathausplatz)                      | Albertplatz (heute: Rathausplatz)                      |

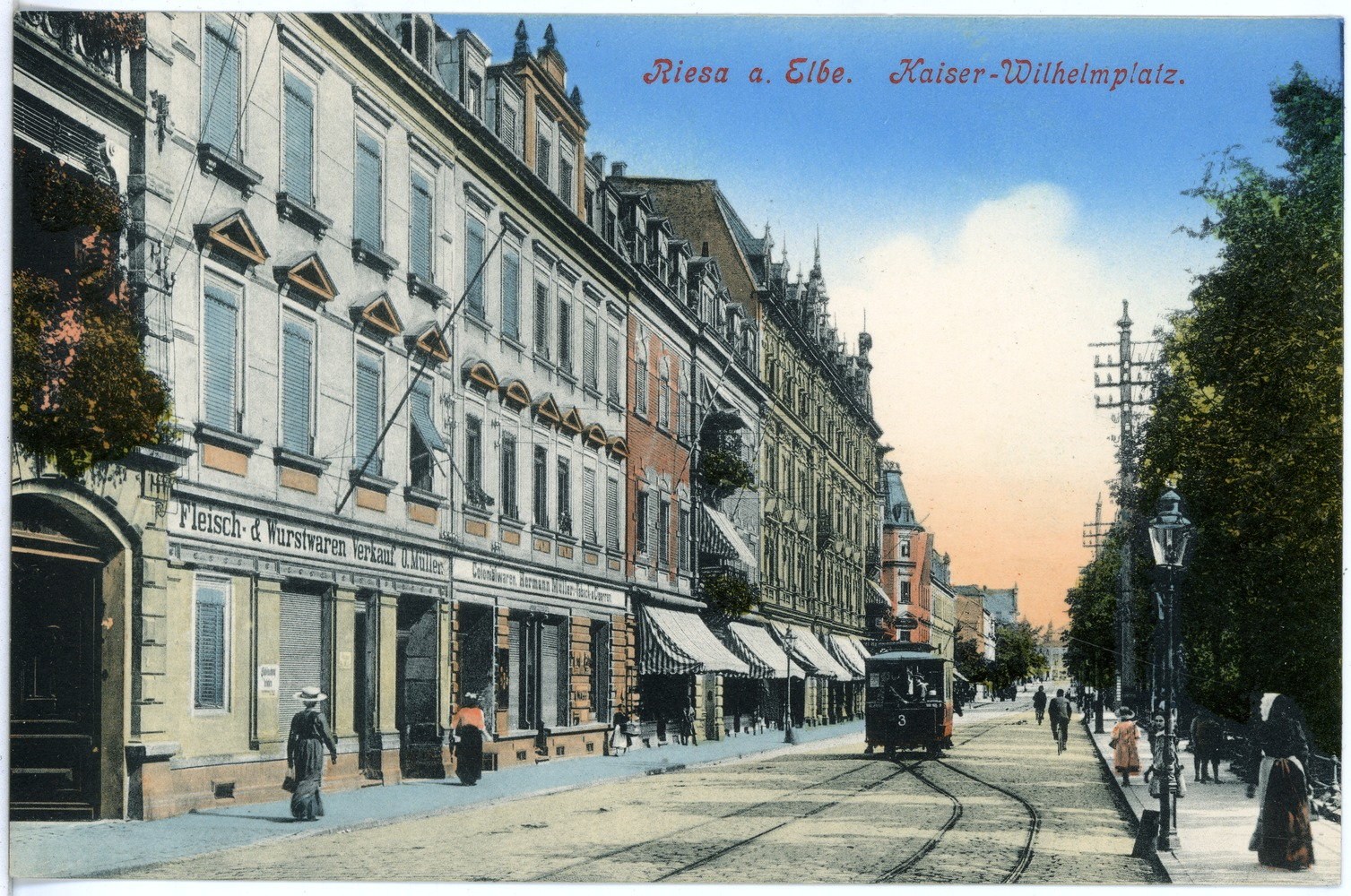
Die Pferdebahn am Kaiser-Wilhelm-Platz (1914)

Die Straßenbahn Riesa verband von 1889 bis 1924 den peripher gelegenen Bahnhof der sächsischen Stadt Riesa mit der Innenstadt und wurde stets als meterspurige Pferdestraßenbahn betrieben.

## Geschichte
Im November 1838 nahm die Leipzig-Dresdner Eisenbahn-Compagnie den Bahnhof Riesa zusammen mit dem Abschnitt Oschatz–Riesa der Bahnstrecke Leipzig–Dresden in Betrieb, 1844 kam das erste Empfangsgebäude hinzu, 1880 wurde es neu gebaut. 1875 und 1877 wurde der Bahnhof mit den Bahnstrecken Riesa–Elsterwerda und Riesa–Nossen verbunden. Der Bahnhof liegt etwa zwei Kilometer vom Zentrum der Altstadt entfernt.
Bereits in den 1880er Jahren entstanden erste Überlegungen zum Bau eines kostengünstigen Nahverkehrsmittels und zunächst wurde eine Pferdeomnibuslinie eingerichtet. Am 29. Mai 1889 kam es zur Gründung der Riesaer Straßenbahngesellschaft AG durch private Kapitalgeber, die am 31. Mai 1889 in das Handelsregister eingetragen wurde. Am 6. Juli 1889 wurde der Vertrag mit den Königlich Sächsischen Staatseisenbahnen  abgeschlossen, der den Bau von Gleisen vor dem Bahnhof auf dem Gelände der Staatsbahn erlaubte, wenig später wurde die Konzession durch die Stadt Riesa für 50 Jahre erteilt.
Im August 1889 begannen die Bauarbeiten, die Betriebsordnung der Pferdebahn wurde am 14. November 1889 durch die Polizeibehörde veröffentlicht. Die meterspurige Strecke führte zunächst vom Bahnhofsvorplatz über Bahnhof- und Wettinerstraße bis zur Ecke Pausitzer Straße.

### Eröffnung und Betrieb bis zum Ende des Ersten Weltkrieges
Am 16. November 1889 wurde die eingleisige Strecke eröffnet. Die Spedition August Schneider in der Bahnhofstraße 23 stellte die benötigten Pferde und Kutscher, eine Halle der Spedition diente zum Unterstellen der Wagen. Der Fahrpreis betrug 10 Pfennige, die in Zahlkästen beim Fahrer eingeworfen werden mussten, Schaffner gab es nicht, gehalten wurde nach Bedarf.
Am 15. Mai 1890 erfolgte die einzige Verlängerung der Strecke über die Hauptstraße bis zum Albertplatz. Die Streckenlänge betrug nunmehr 2,1 km, die Gleislänge 2,25 km. Außer an beiden Endpunkten gab es noch zwei weitere Ausweichen. Am 31. Mai 1891 wurde der Vertrag mit der Spedition Schneider gekündigt, die Gesellschaft übernahm die Stellung von Pferden und Kutschern selbst. Nach Beschluss des Rates begann der Bau eines eigenen Depots in der Niederlagstraße, das am 30. Mai 1892 eröffnet wurde. Zu diesem Zeitpunkt endete die Ein- und Unterstellung der Wagen bei der Spedition Schneider endgültig.
Erst weit nach der Jahrhundertwende begannen Verhandlungen zur Elektrifizierung, die zwischen Mai 1910 und März 1911 mit der Stadt geführt wurden, jedoch ergebnislos abgebrochen wurden, da die Gesellschaft den Umbau der Strecke auf schwerere Fahrzeuge nicht finanzieren konnte. Auch Verhandlungen über die Erweiterung der Strecke blieben ergebnislos.
Während des Ersten Weltkrieges wurden einerseits Fahrer eingezogen, andererseits nahm der Verkehr so stark zu, dass Schaffner eingesetzt und zweispännig gefahren werden mussten. Auch zwei zusätzliche Wagen wurden beschafft. Am 4. Juli 1917 wurden schließlich feste Haltestellen eingeführt.

### Nach dem Ersten Weltkrieg und Betriebseinstellung
In den Jahren nach dem Ersten Weltkrieg musste die Bahn die Fahrpreise mehrfach erhöhen, um die Inflation in den Griff zu bekommen. Trotzdem wurde am 6. Mai 1922 der Komplettbetrieb eingestellt. Eine endgültige Einstellung verhinderte die Stadt, indem sie zum 12. Mai 1922 die Aktien der Gesellschaft übernahm, anschließend die sonstigen Vermögenswerte und den Betrieb schließlich als städtischer Betrieb führte und ihn als diesen am 25. Mai 1922 wieder eröffnete.
Gleichwohl waren die Probleme nur teilweise gelöst: Die Verhandlungen zur Übernahme von Wagen zur Erneuerung des Wagenparks mit der Berliner Straßenbahn verliefen ergebnislos, die Schaffner wurden abgeschafft und wieder nur einspännig gefahren und schließlich die Endstelle am Bahnhof am 29. August 1922 durch Ausbau der Weiche vereinfacht.
Trotz all dieser Maßnahmen wurde am 7. Januar 1923 der Betrieb komplett eingestellt und die Pferde verkauft oder zur Pflege anderweitig untergebracht. Zum Ende der Inflation schloss die Stadt mit dem Fuhrgeschäftsinhaber Rühle einen Vertrag zur Wiederaufnahme des Betriebes, der von ihm am 12. März 1924 mit dem alten Fahrplan wieder eröffnet wurde.
Auf Grund der Überalterung der Anlagen begannen Überlegungen für einen Omnibusbetrieb, der am 5. Oktober 1924 mit einem stundenweisen Wechsel eingeführt wurde. Er bewährte sich und so wurde er durchgehend eingeführt und am 15. Oktober 1924 der Betrieb der Straßenbahn offiziell eingestellt. Lediglich zum Jahrmarkt 1924 führen noch einmal einige Pferdebahnen, um die Busse zu schonen, danach war am 21. Oktober 1924 endgültig Schluss. Ab 1926 wurden schließlich die Schienen und Weichen ausgebaut, um im eigenen Bauhof weiterverwendet zu werden.

## Fahrzeuge
Zur Betriebseröffnung im Jahr 1889 standen der Pferdebahn zwei Personenwagen zur Verfügung, die bei Herbrand in Köln gebaut worden waren und 1891 um ein weiteres gleichartiges Fahrzeug ergänzt wurden. 1917 folgten zwei weitere gebrauchte Fahrzeuge, deren Herkunft, Baujahr und Hersteller jedoch unbekannt sind.
Die ersten beiden Fahrzeuge von 1889 übernahm nach Ende des Betriebes der Bauhof der Stadt als mobile Baubuden, die anderen Fahrzeuge wurden noch 1924 als Schrott verkauft.
Die Farbgebung der Wagen war dunkelgrün mit weißen Absetzungen und Zierstreifen, Werbung gab es an den Fahrzeugen ab Juni 1922.

## Riesaer Stadtbahn
Zur Erinnerung an die Straßenbahn ist seit 2001 der Verein Riesaer Stadtbahn e.V. tätig, der regelmäßig eine erdgasbetriebene Lok mit Gummibereifung sowie ebenfalls gummibereiften Sommerbeiwagen auf der Strecke der ehemaligen Pferdebahn verkehren lässt.